# 마에야치역
마에야치역(일본어: 前谷地駅)은 일본 미야기현 이시노마키시에 위치한 동일본 여객철도의 철도역이다. 이시노마키 선의 소속역이며, 이 역을 기점으로 하는 게센누마 선 등 2개의 노선이 운행하고 있다. 단선 · 섬식의 형태를 합친 2면 3선 구조의 복합 승강장을 갖춘 지상역이다.

## 타는 곳
| 1 | ■ 이시노마키 선 | 상행 | 고고타 방면                |                                 |
| 2 | ■ 이시노마키 선 | 하행 | 이시노마키 · 오나가와 방면 |                                 |
| 2 | ■ 게센누마 선   | 하행 | 야나이즈 방면              | (고고타 역으로부터의 직통 열차) |
| 3 | ■ 이시노마키 선 | 상행 | 고고타 방면                |                                 |
| 3 | ■ 이시노마키 선 | 하행 | 이시노마키 · 오나가와 방면 |                                 |
| 3 | ■ 게센누마 선   | 하행 | 야나이즈 방면              | (이 역 시발)                    |

## 이용 현황
| 연도     | 1일 평균 | 연도     | 1일 평균 |
| 2000년도 | 334      | 2008년도 | 227      |
| 2001년도 | 317      | 2009년도 | 205      |
| 2002년도 | 299      | 2010년도 | 180      |
| 2003년도 | 274      | 2011년도 |          |
| 2004년도 | 261      | 2012년도 | 174      |
| 2005년도 | 247      | 2013년도 | 173      |
| 2006년도 | 236      | 2014년도 | 160      |
| 2007년도 | 237      |          |          |
| -------- | -------- | -------- | -------- |

## 역 주변
- 국도 제108호선
- 이시노마키 시청 가난 종합 지소

## 인접 역
| 이시노마키 선      | 이시노마키 선   | 이시노마키 선          |
| ------------------ | --------------- | ---------------------- |
| 와쿠야 고고타 방면 | ■ 이시노마키 선 | 가케야마 오나가와 방면 |
| 게센누마 선        |                 |                        |
| 시·종착역          | ■ 게센누마 선   | 와부치 게센누마 방면   |